# Lâu đài Veľký Kamenec
Lâu đài Veľký Kamenec (tiếng Slovakia: Veľký Kamenec (hrad)) là tàn tích của một lâu đài tọa lạc ở vùng đồng bằng Bodrocká, thuộc địa phận làng Veľký Kamenec, huyện Trebišov, vùng Košice, Slovakia. Lâu đài nằm cách thị trấn Kráľovské Chlmec 14 km về phía tây nam.

## Lịch sử
Lâu đài Veľký Kamenec được xây dựng vào giai đoạn 1288 - 1323, sau cuộc xâm lược của người Tartar. Vào năm 1451, lâu đài bị lính đánh thuê Ján Jiskra chiếm đóng. Lấy lâu đài làm căn cứ, Ján Jiskra thực hiện các cuộc đột kích đến các vùng lân cận. Khi lâu đài bị quân đội hoàng gia chiếm lại, một hiệp ước hòa bình giữa Ján Jiskra và Ján Hunyady đã được ký trong lâu đài này. Vào cuối thế kỷ 15, lâu đài được trùng tu và bổ sung một pháo đài lớn. Vào thế kỷ 17, vì chủ sở hữu lâu đài lúc bấy giờ là Juraj Soós tham gia tích cực vào cuộc nổi dậy Vesselényi, quân đội hoàng gia đã phá hủy lâu đài Veľký Kamenec vào năm 1672.

## Mô tả
Lâu đài có sơ đồ mặt bằng giống hình tam giác với các pháo đài nằm ở các góc. Các pháo đài này có mặt bằng hình tròn hoặc hình đa giác được xây dựng trong quá trình tái thiết vào thế kỷ 15. Bên cạnh các pháo đài đã đổ nát, các tàn tích còn tồn tại cho đến ngày nay chủ yếu là các bức tường lâu đài.